# Arheologie românească
Cercetarea arheologică românească începe în secolul al XIX-lea.

## Arheologi
- Alexandru Odobescu (1834 – 1895)
- Grigore Tocilescu (1850 – 1909)
- Vasile Pârvan (1882 – 1927)
- Constantin Daicoviciu (1898 – 1973)

în viață
- Gheorghe I. Cantacuzino (n. 1938)
- Adrian Andrei Rusu (n. 1951) - arheologie medievală,[1] cercetător la Institutul de Arheologie și Istoria Artei din Cluj-Napoca

## Institute
- Institutul de Arheologie și Istoria Artei din Cluj-Napoca
- Institutul de Arheologie „Vasile Pârvan” din București

## Muzee
- Muzeul de Arheologie din Piatra Neamț
- Muzeul Regiunii Porților de Fier
- Muzeul Civilizației Dacice și Romane
- Muzeul Național de Istorie a României
- Muzeul Național de Istorie a Transilvaniei

## Situri
- Acidava (Enoșești) - dac, roman
- Apulon (Piatra Craivii) - dac
- Apulum (Alba Iulia) - roman, dac
- Argedava (Popești) - dac, posibil capitala regatului condus de Burebista
- Argidava (Vărădia) - dac, roman
- Basarabi (Calafat) - cultura Basarabi (secolele VIII-VII î.Hr.), în relație cu cultura Hallstatt
- Lacul Boian - cultura Boian  (datată din anii 4300–3500 î.Hr.)
- Callatis (Mangalia) - colonie grecească
- Capidava - dac, roman
- Cernavodă - cultura Cernavodă, dac
- Coasta lui Damian (Măeriște)
- Drobeta (orașul antic) - roman
- Fortărețele dacice din Munții Orăștiei
- Giurtelecu Șimleului
- Histria - colonie grecească
- Lumea Nouă (lângă Alba Iulia) -  de la mijlocul neoliticului către Epoca Cuprului
- Napoca (Cluj-Napoca) - dac, roman
- Peștera cu Oase -  cele mai vechi rămășițe umane din Europa
- Poiana Cireșului - statuetă veche de 20.000 de ani
- Porolissum (lângă Zalău) - roman
- Potaissa (Turda) - roman
- Sarmizegetusa Regia - capitala Daciei
- Sarmizegetusa Ulpia Traiana - capitala romană a provinciei Dacia
- Tropaeum Traiani/Civitas Tropaensium (Adamclisi) - roman
- Tomis (Constanța) - colonie grecească
- Ziridava/Șanțul Mare (Pecica) - dac, cultura Pecica, 16 orizonturi arheologici au fost descoperite, începând din neolitic și până în feudalism

## Culturi
- Cultura Basarabi
- Cultura Boian
- Cultura Bug-Nistru
- Cultura Bükk
- Cultura Cernavodă
- Cultura Sântana de Mureș–Cerniakov
- Cultura Coțofeni
- Cultura Cucuteni
- Cultura danubiană
- Cultura Dudești
- Cultura amforelor globulare
- Cultura Gumelnița-Karanovo
- Cultura Hamangia
- Cultura La Tène
- Cultura ceramicii lineare
- Cultura Lipița
- Cultura Ottomány
- Cultura Pecica
- Cultura Tiszapolgár-Românești
- Cultura Usatovo
- Cultura Vinča
- Cultura Wietenberg
- Geți
- Daci
- Romani

## Cărți
- Alexandru Odobescu, Istoria arheologiei, 1877

## Publicații
- Dacia, editată de Institutul de Arheologie „Vasile Pârvan” și publicată fără întrerupere începând din 1924